# Беловрата мухарица
Беловрата мухарица (лат. Ficedula albicollis) је мала  птица певачица из породице мухарица Старог света, једна од четири врсте црно-белих мухарица Западног Палеарктика .

## Таксономија
Источну шарену мухарицу је формално описао холандски зоолог Кунрат Јакоп Теминк 1815. године. Име рода потиче из латинског и односи се на малу птицу која једе смокве ( ficus, „fig“) за коју се претпоставља да се зими претвара у црнокапу грмушу птицу. Специфични епитет albicollis потиче од латинског albus, бео, и collum, „врат“.

## Опис
Беловрата мухарица је 12-13,5 цм дужине. Мужјак у гнездећем перју је углавном црн одозго и бео одоздо, са белом крагном, великом белом мрљом на крилима, црним репом (мада неки мужјаци имају беле стране репа) и великом белом мрљом на челу. Има бледи плашт. Кљун је црн и широк, али има шиљат облик типичан за ваздушне инсектоједе. Поред тога што лови инсекте у лету, ова врста лови гусенице међу храстовим лишћем и једе бобице.
Мужјаци у негнездећем перју, женке и младунци имају црну боју замењену бледосмеђом и може бити веома тешко разликовати их од других мухарица Ficedula, посебно црноврате мухарице (Ficedula hypoleuca) и источне шарене мухарице (Ficedula semitorquata), са којима се ова врста хибридизује у ограниченој мери. Ficedula albicollis у односу на Ficedula hypoleuca имају међусобну специјацију, што је доказано разликама између обојености у симпатрији наспрам алопатрије. Ово пример је доказ за специјацију појачавањем.

## Распрострањеност и станиште
Гнезди се у југоисточној Европи (изоловане популације су присутне на острвима Готланд и Оланд у Балтичком мору, Шведска) и источној Француској до Балканског полуострва и Украјине. Беловрата мухарица је миграторна птица, зимује у подсахарској Африци.  Ретка је птица луталица у западној Европи. Беловрате мухарице су птице листопадних шума, паркова и башта, са преференцијом за стара дрвећа са шупљинама у којима се гнезде. Граде отворено гнездо у дупљи дрвета или у вештачким кутијама за гнездо. Обично положе 5-7 јаја. Песма је споро, напето звиждукање, сасвим за разлику од црноврате мухарице. Црноврате мухарице могу да имитирају песму беловрате мухарице у симпатријским популацијама.
Беловрата мухарица се користи као моделна врста и у екологији и у генетици и била је једна од првих птица чији је комплетан геном секвенциран. Поновљени спектрометријски подаци узети од мужјака беловратих мухарица открили су да рефлексију перја треба мерити током удварања, примарног периода сексуалне сигнализације, при чему спектралне особине опадају током сезоне парења.
У природној популацији Ficedula albicollis, размножавање блиских рођака је изгледа било редко, али када се догодио, имао је озбиљне негативне последице по карактеристике кондиције као што је стопа успешности излегања.